# Hải quân Đế quốc Nhật Bản

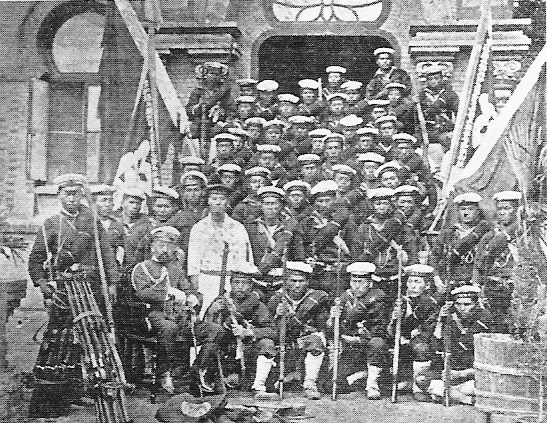
Hải quân Nhật dưới sự chỉ huy của sĩ quan chỉ huy Anh Seymour trong cuộc Khởi nghĩa Nghĩa Hòa Đoàn.

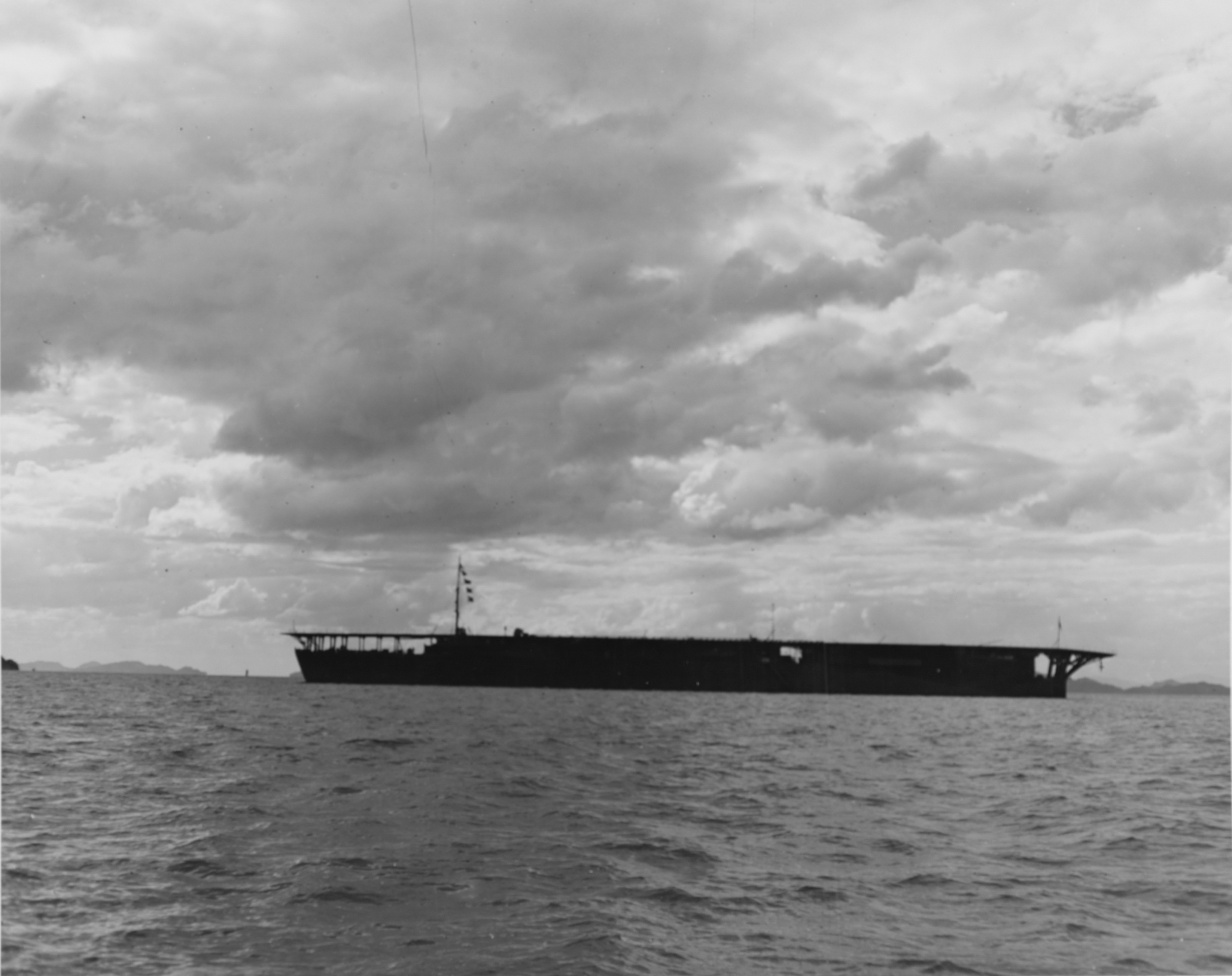
Hōshō, chiếc đầu tiên trên thế giới được thiết kế từ đầu theo mục đích tàu sân bay, hoàn thành năm 1922

Tuần dương hạm Nhật Bản Izumo tại Thượng Hải, 1937.

Hải quân Đế quốc Nhật Bản (kanji cổ: 大日本帝國海軍, kanji mới: 大日本帝国海軍, romaji: Dai-Nippon Teikoku Kaigun, phiên âm Hán-Việt: Đại Nhật Bản Đế quốc Hải quân), tên chính thức Hải quân Đế quốc Đại Nhật Bản, thường gọi tắt là Hải quân Nhật, là Lực lượng Hải quân của Đế quốc Nhật Bản từ năm 1869 khi thành lập cho đến năm 1947 thì bị giải thể theo điều 9 của Hiến pháp Nhật Bản từ bỏ việc sử dụng vũ lực như là phương cách để giải quyết các tranh chấp quốc tế. Đây là Lực lượng Hải quân lớn thứ ba trên thế giới vào năm 1920 sau Hải quân Hoa Kỳ và Hải quân Hoàng gia Anh, và có lẽ là Lực lượng Hải quân hiện đại nhất thời điểm cận kề Chiến tranh Thế giới II. Những chiến hạm trong lực lượng này còn được hỗ trợ bằng phi cơ quân sự và hoạt động không kích từ Đại Nhật Bản Đế quốc Hải quân Hàng không Đội.
Đại Nhật Bản Đế quốc Hải quân có nguồn gốc từ những xung đột ban đầu với các quốc gia trên lục địa châu Á, khởi đầu từ đầu thời kỳ trung cổ và đạt đến đỉnh cao trong các hoạt động vào thế kỷ thứ 16 và 17, lúc diễn ra sự trao đổi văn hóa với các cường quốc Châu Âu trong Kỷ nguyên Khám phá. Sau hai thế kỷ trì trệ do chính sách toả quốc do các tướng quân chủ trương trong thời kỳ Edo, Đại Nhật Bản Đế quốc Hải quân đã bị tụt hậu nhiều mặt cho đến khi đất nước bị buộc phải mở cửa trao đổi thương mại do sự can thiệp của Hoa Kỳ vào năm 1854. Điều này dẫn đến cuộc Minh Trị duy tân khởi điểm năm 1868. Từ sự hồi phục quyền lực về tay Thiên hoàng Meiji là giai đoạn hiện đại hóa và công nghiệp hóa rầm rộ. Lịch sử một chuỗi các chiến thắng của Đại Nhật Bản Đế quốc Hải quân, có lúc chiến đấu với những thế lực quân sự mạnh hơn hẳn, như trong Chiến tranh Thanh-Nhật năm 1895 và Chiến tranh Nga-Nhật năm 1905. Số phận của Đại Nhật Bản Đế quốc Hải quân đã kết thúc và gần như bị tiêu diệt hoàn toàn trong những ngày cuối cùng của Thế Chiến II. Đại Nhật Bản Đế quốc Hải quân chính thức giải thể vào năm 1947.

## Nguồn gốc

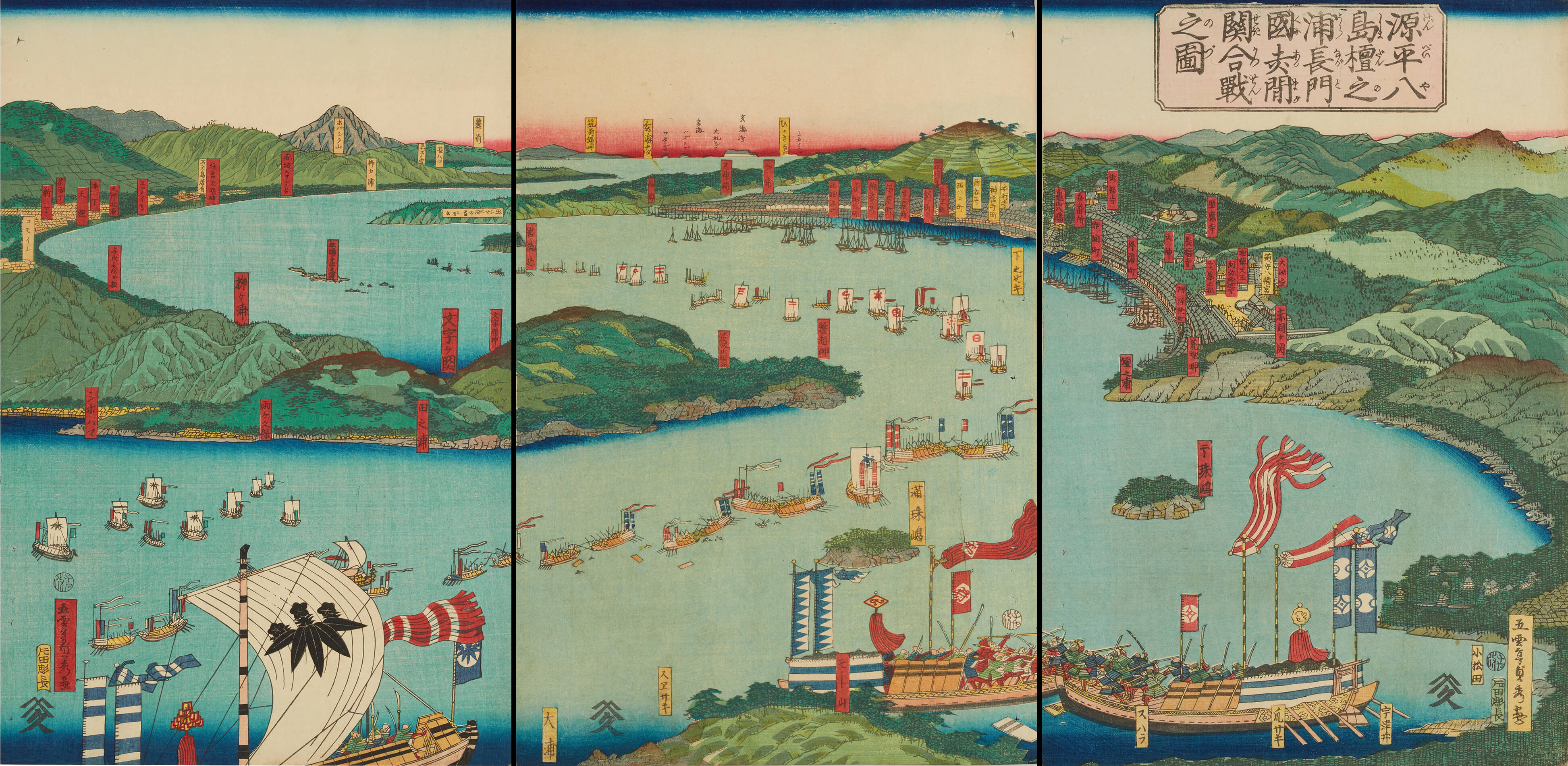
Trận thủy chiến Dan-no-Ura năm 1185

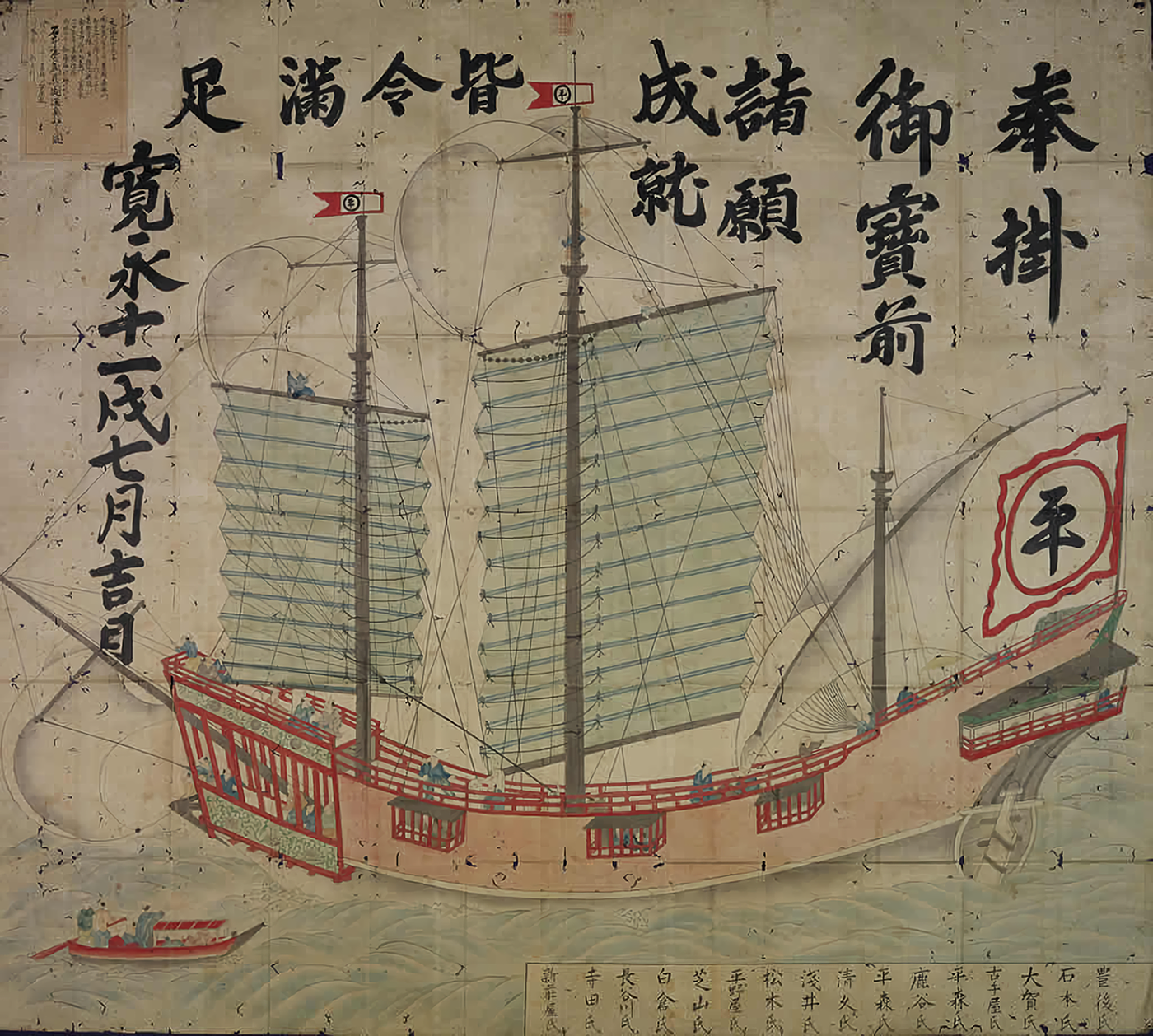
Một chiếc Châu ấn thuyền của Nhật vào năm 1634, kết hợp cả công nghệ đông tây.

### Chính sách Bế quan Tỏa cảng - Học hỏi Phương Tây

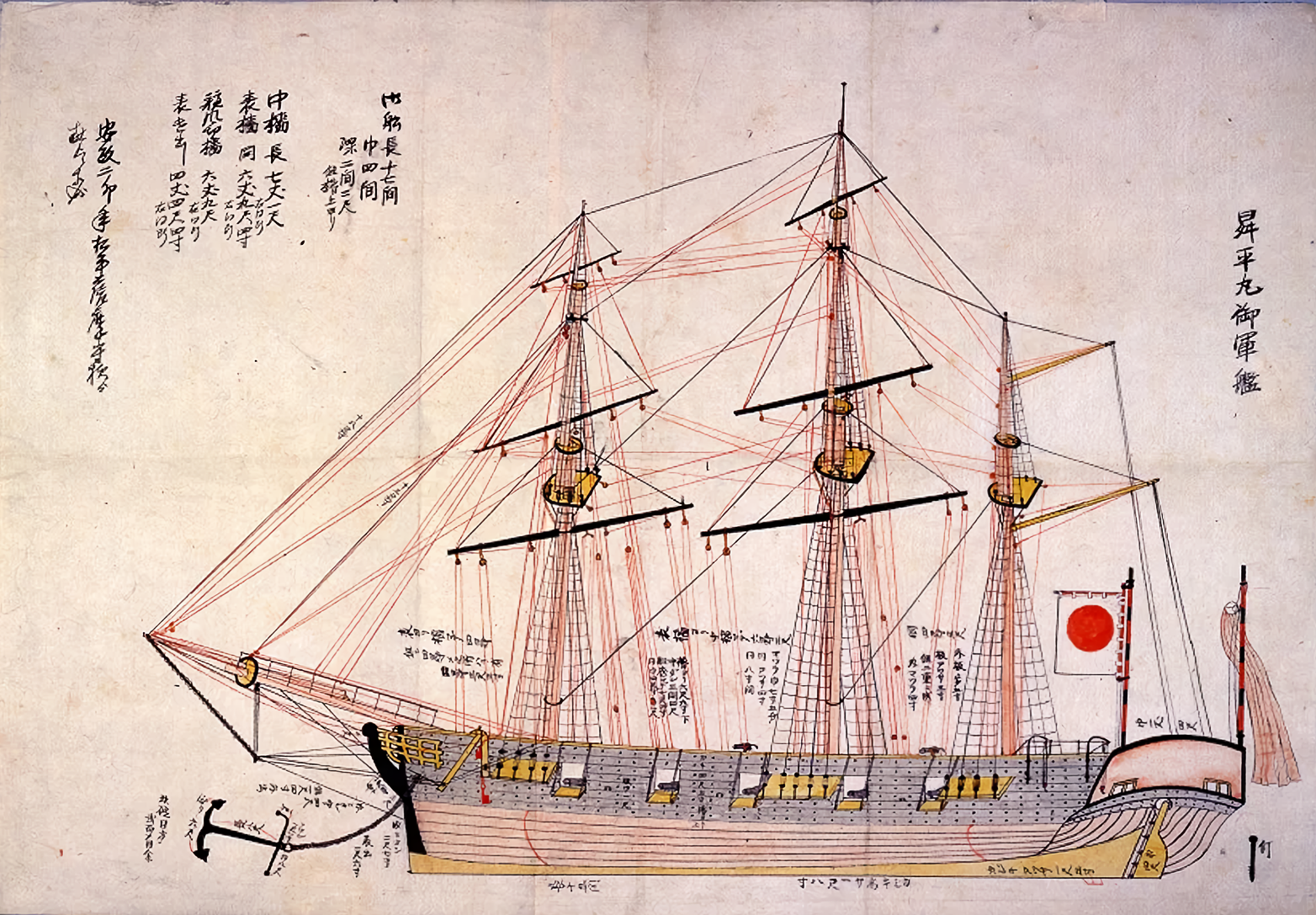
Tàu chiến Nhật Shohei Maru năm 1854 được chế tạo dựa trên các bản vẽ kỹ thuật của Hà Lan.

### Bước đầu hiện đại hóa Hải quân các lãnh chúa

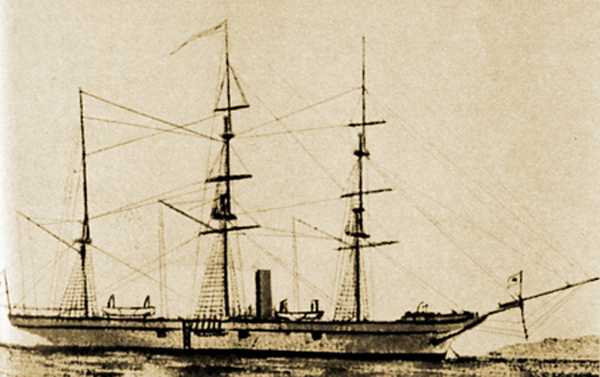
Kanrin Maru, tàu chiến chạy hơi nước chân vịt đầu tiên của Nhật, 1857

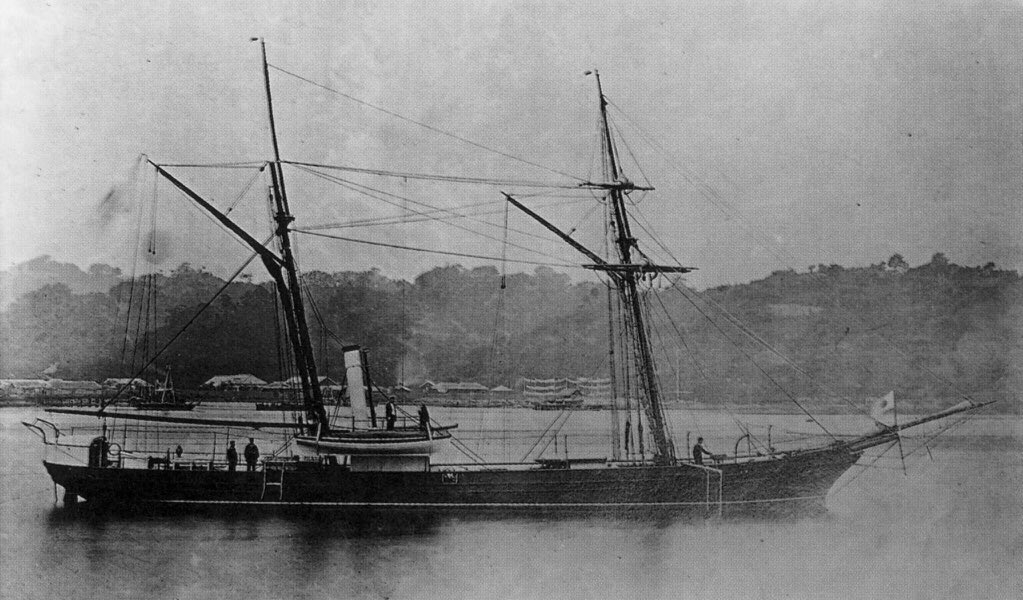
Chiếc tàu chiến hơi nước Nhật Bản đầu tiên đóng trong nước, pháo hạm Chiyodagata, 1863.

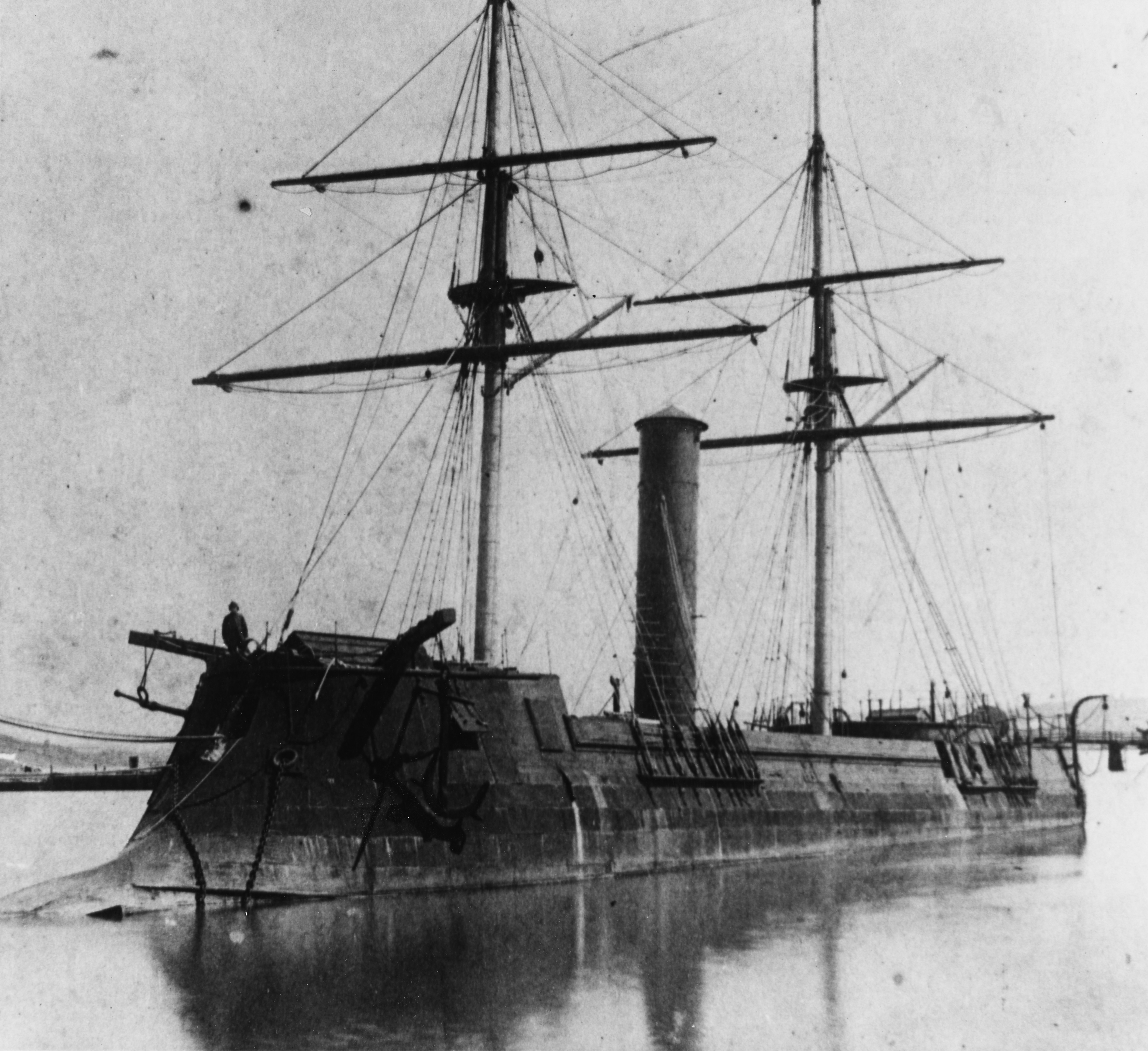
Kotetsu (nguyên là chiếc CSS Stonewall), thiết giáp hạm hiện đại đầu tiên của Nhật, 1869

## Quá trình thành lập Hải quân Đế quốc Nhật Bản (1869)

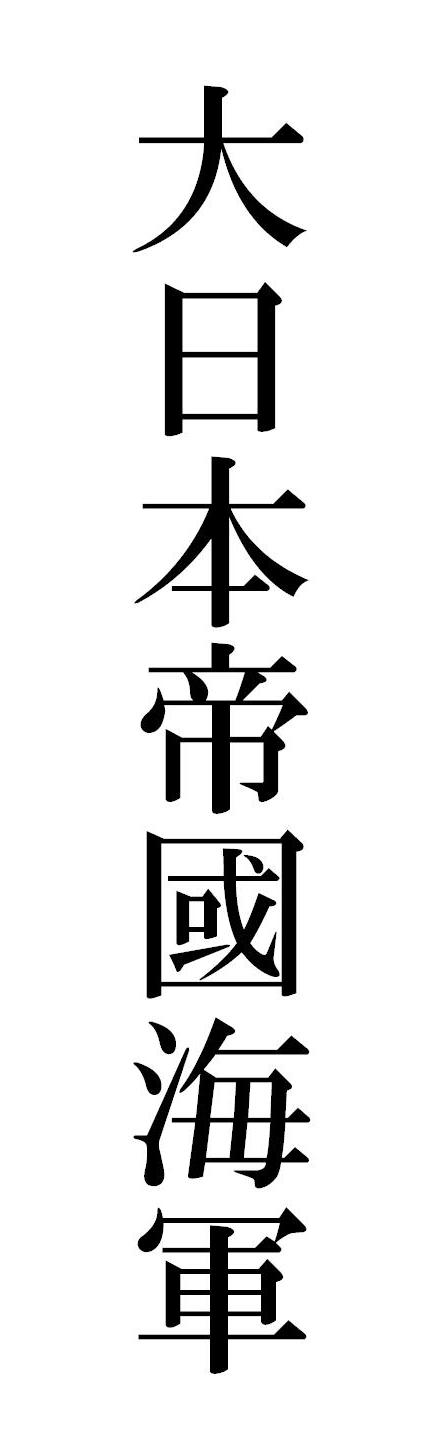
Ký tự Kanji: "Đại Nhật Bản Đế quốc Hải Quân"

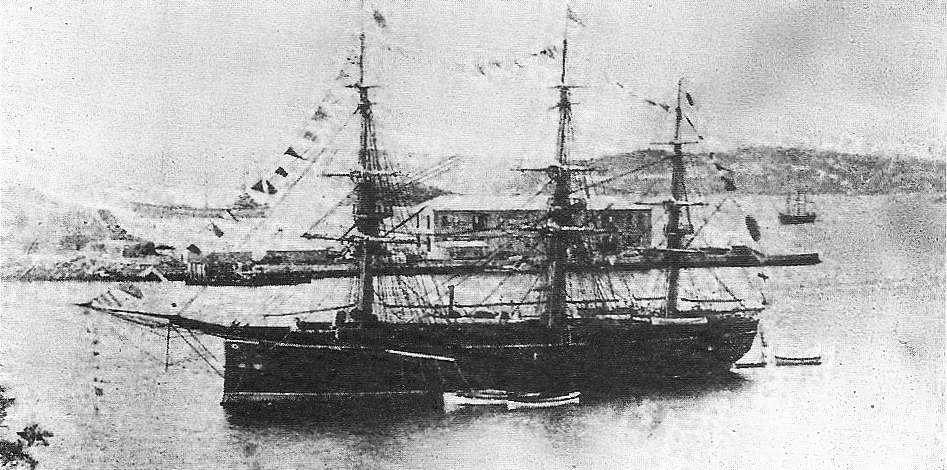
Chiếc tàu chiến Ryūjō (Long Tương) là kỳ hạm của Hải quân Đế quốc Nhật Bản cho đến năm 1881.

### Sự hỗ trợ của Anh

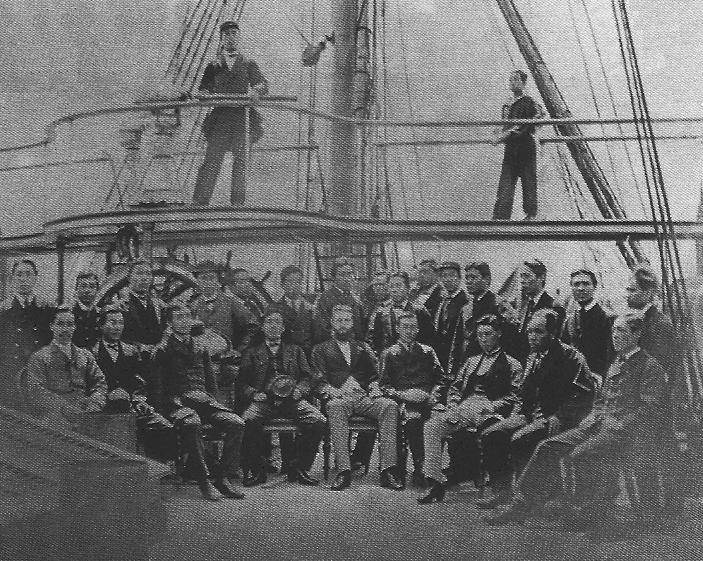
Học viên pháo binh Hải quân trên chiếc Ryūjō, chung quanh huấn luyện viên người Anh, Đại úy Hải quân Horse (ホース中尉), đầu năm 1871.

### Những can thiệp ra nước ngoài đầu tiên (Đài Loan 1874, Triều Tiên 1875-76)

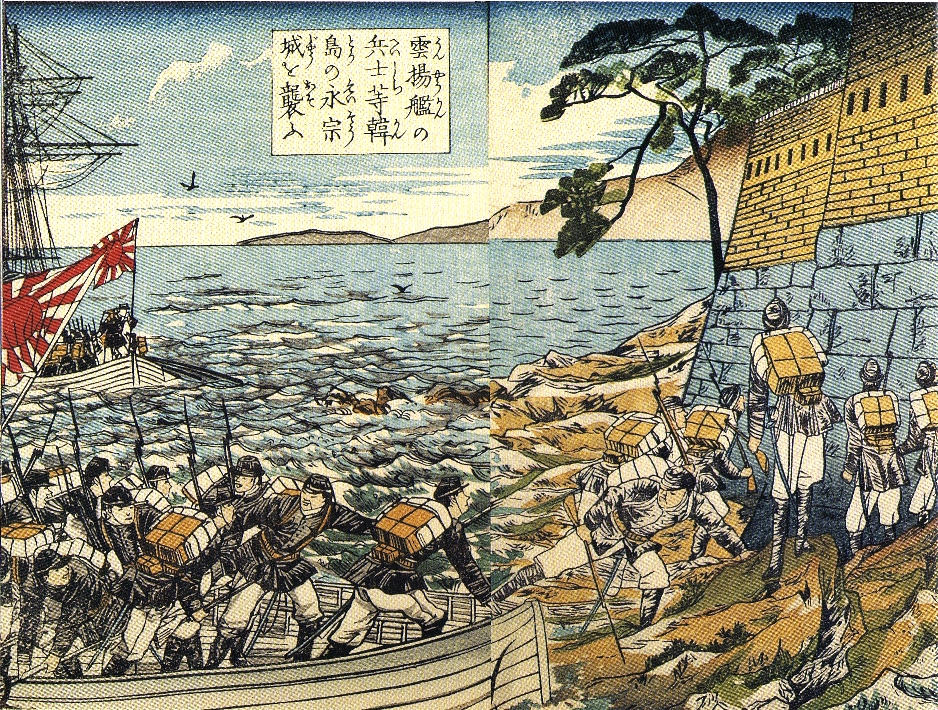
Hải quân Nhật đổ bộ vào Đảo Giang Hoa, Triều Tiên từ chiếc Unyo trong sự kiện Đảo Giang Hoa năm 1875.

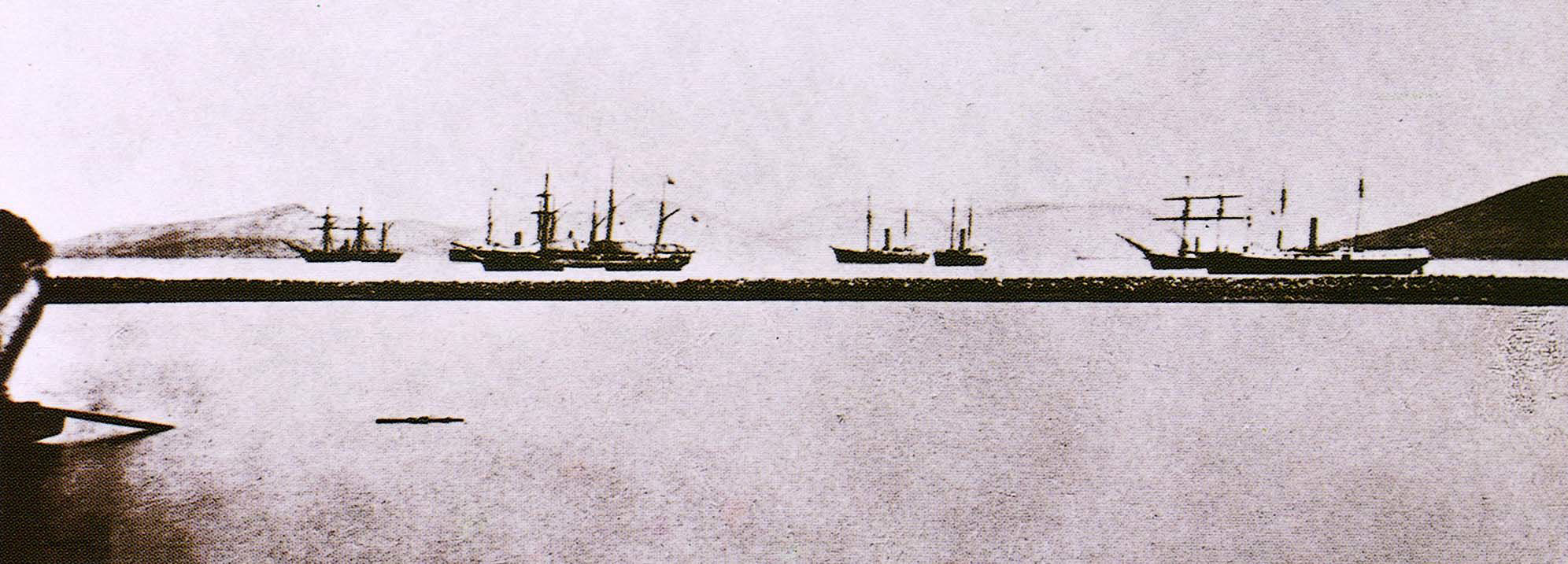
Hải quân Đế quốc Nhật Bản, ở Pusan, trên đường đến Đảo Giang Hoa, Triều Tiên, ngày 16 tháng 1 năm 1876. Có 2 chiến thuyền (Nisshin, Moshun) (Mãnh Xuân), 3 tàu quân vận, và một tàu khách chở sứ giả do Kiyotaka Kuroda chỉ huy.

### Tiếp tục hiện đại hóa (thập niên 1870)

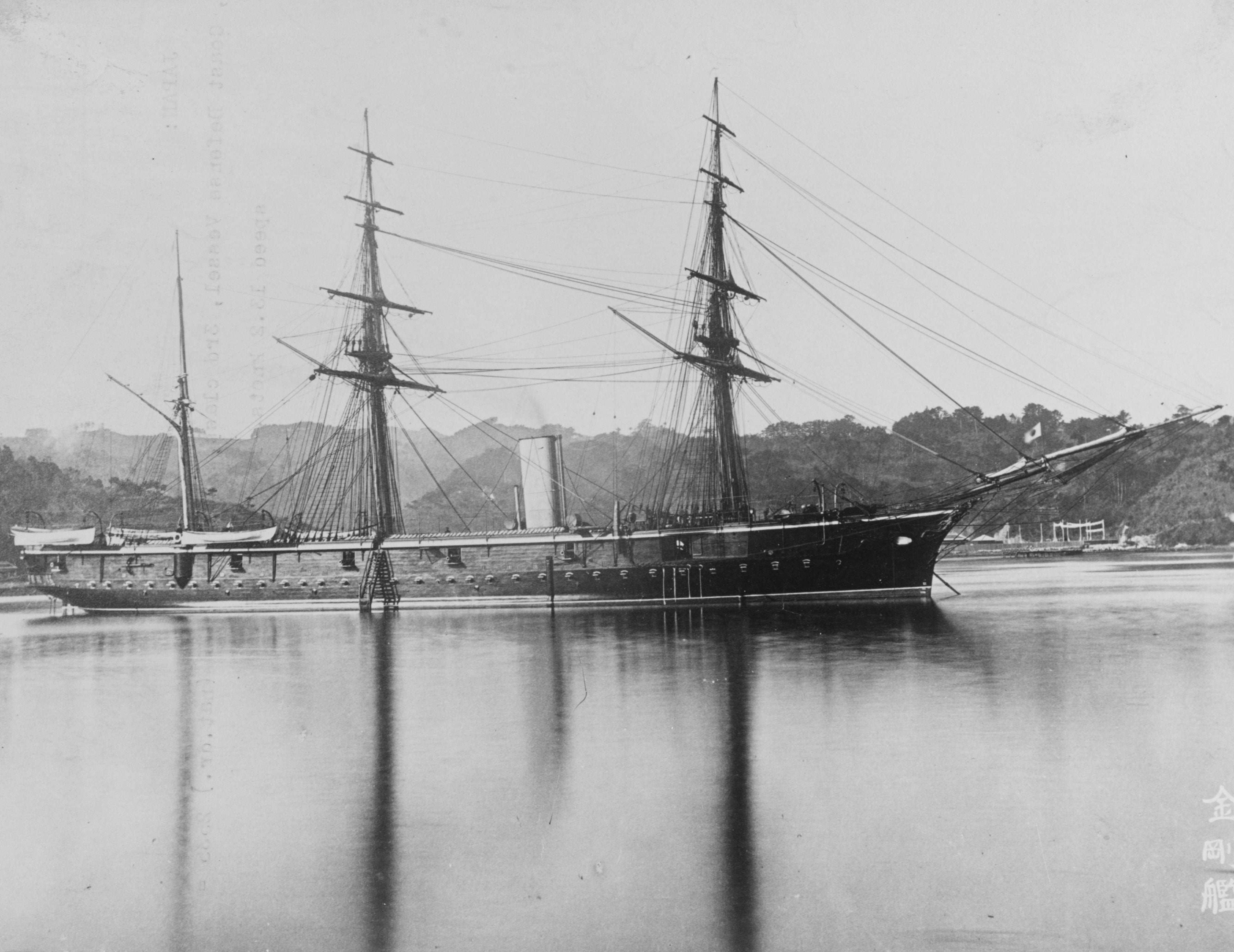
Tàu corvette bọc thép Kongō (1877).

### Ảnh hưởng của "Jeune École" Pháp (thập niên 1880)

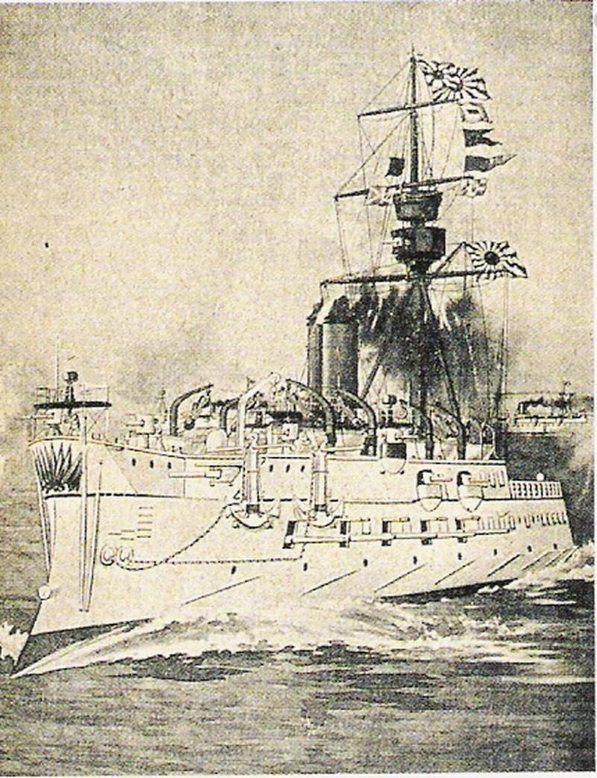
Chiếc Matsushima, tàu đô đốc của Hải quân Đế quốc Nhật Bản do Pháp đóng tại Hải chiến Hoàng Hải (1894).

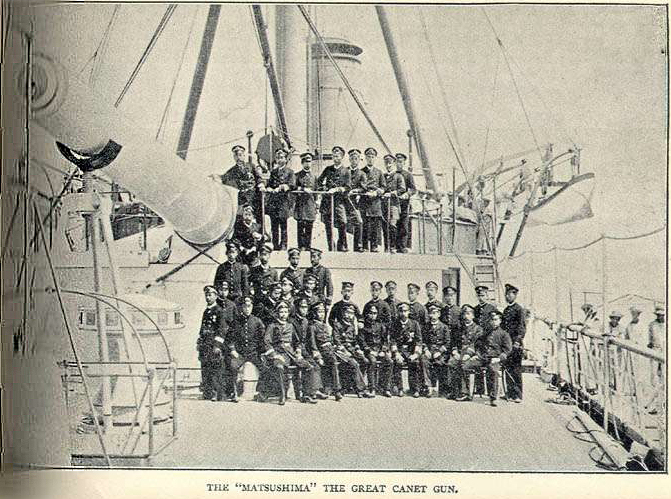
Pháo Canet 12,6 in trên chiếc Matsushima.

### Dựa trên công nghiệp đóng tàu Anh Quốc

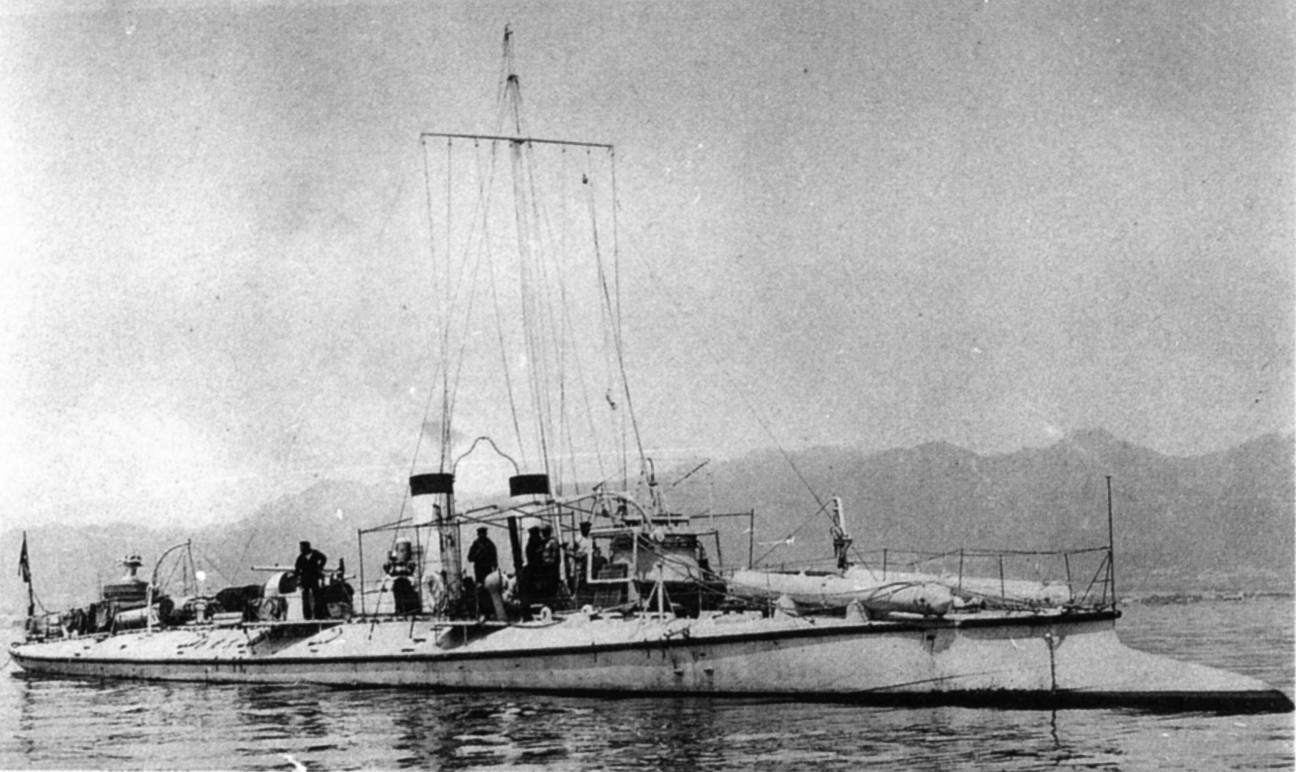
tàu phóng lôi Kotaka (1887)

## Chiến tranh Thanh-Nhật (1894-1895)

Các lực lượng quân Trung Quốc, với các cố vấn nước ngoài, đầu hàng Đô đốc Sukeyuki Ito tại Trận Uy Hải Vệ.

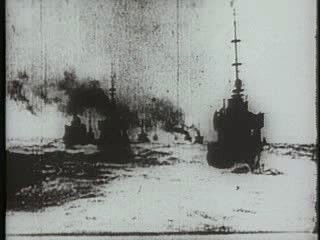
Cảnh phim video về cuộc chiến hải quân trong cuộc chiến Thanh-Nhật

## Chiến tranh Nga-Nhật (1904-1905)

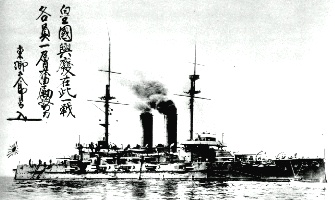
Mikasa, tàu chiến mạnh nhất vào thời của nó, năm 1905.

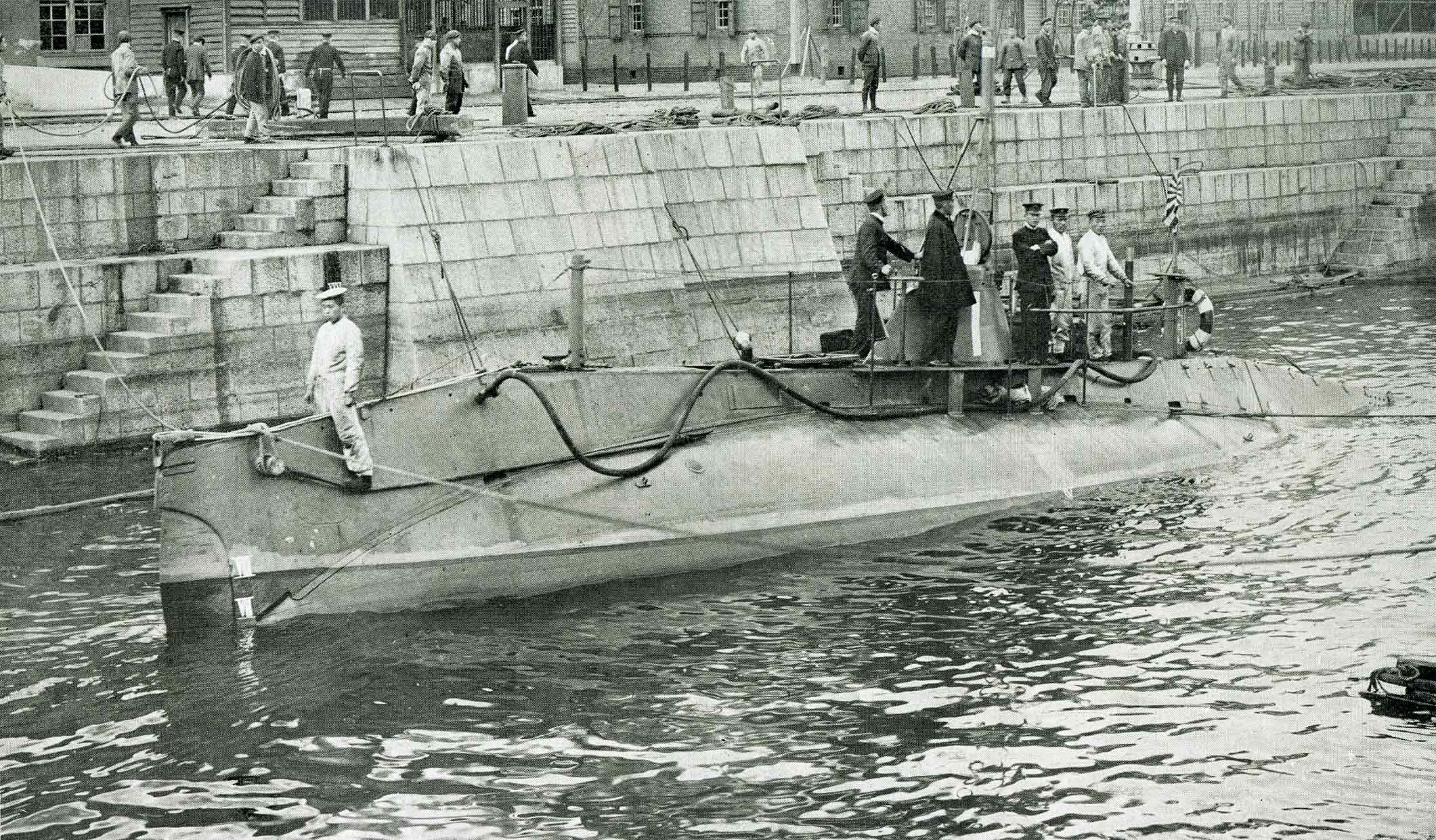
Tàu ngầm hạng Holland 1, kiểu đầu tiên của tàu ngầm Hải quân Đế quốc Nhật Bản, được mua trong cuộc chiến tranh Nga-Nhật.

## Tiến đến một lực lượng hải quân quốc gia tự chủ

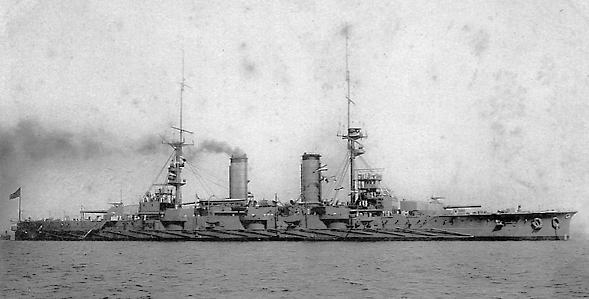
Satsuma, tàu thủy đầu tiên trên thế giới được thiết kế để chuyển thành một tàu chiến hoàn toàn là súng lớn (all-big-gun).

## Chiến tranh Thế giới lần thứ I

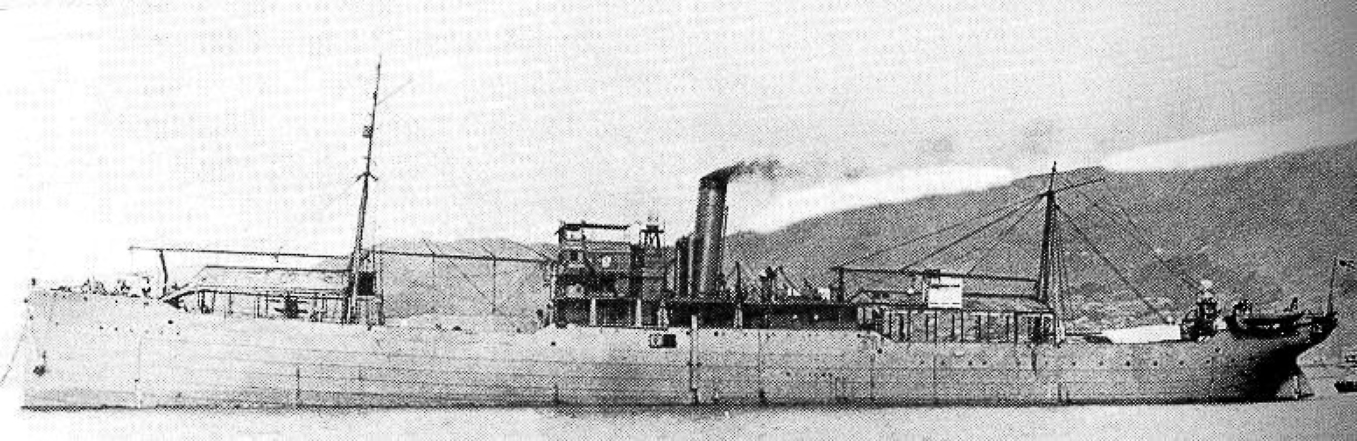
Tàu thủy mang thủy phi cơ Wakamiya của Nhật Bản thực hiện cuộc không tạc từ biển đầu tiên của thế giới tháng 9 năm 1914.

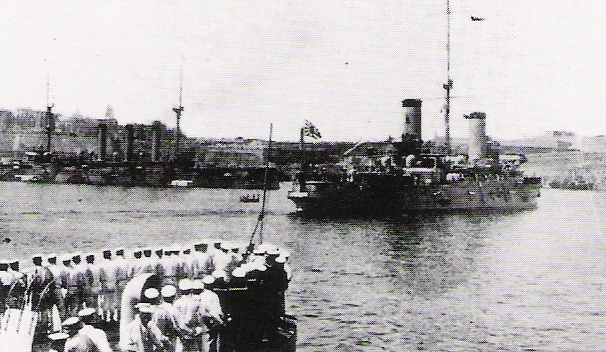
Tàu tuần dương bọc thép Nhật Bản Nisshin tại Địa Trung Hải (Malta, 1919).

## Giữa hai cuộc đại chiến

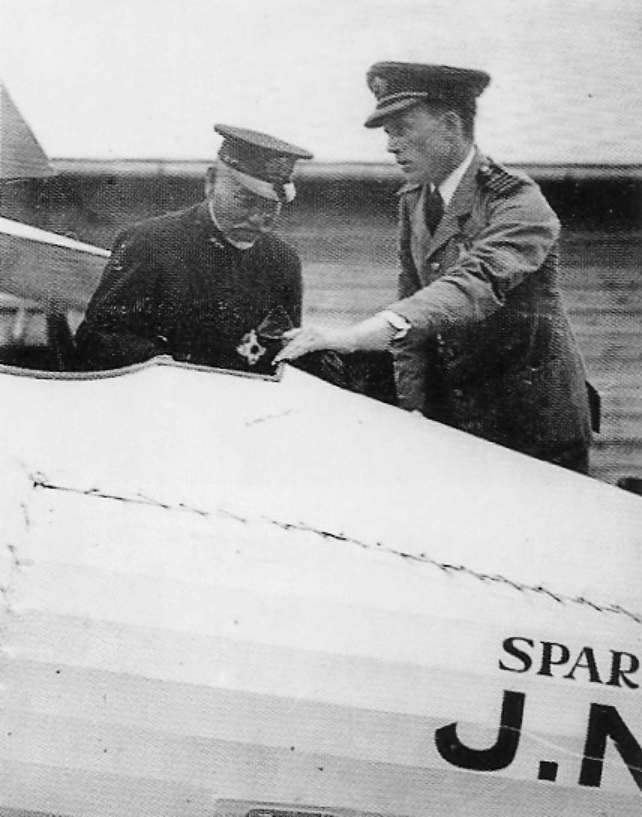
Đại úy Sempill đang trình bày chiếc Sparrowhawk cho Đô đốc Togo Heihachiro, 1921.

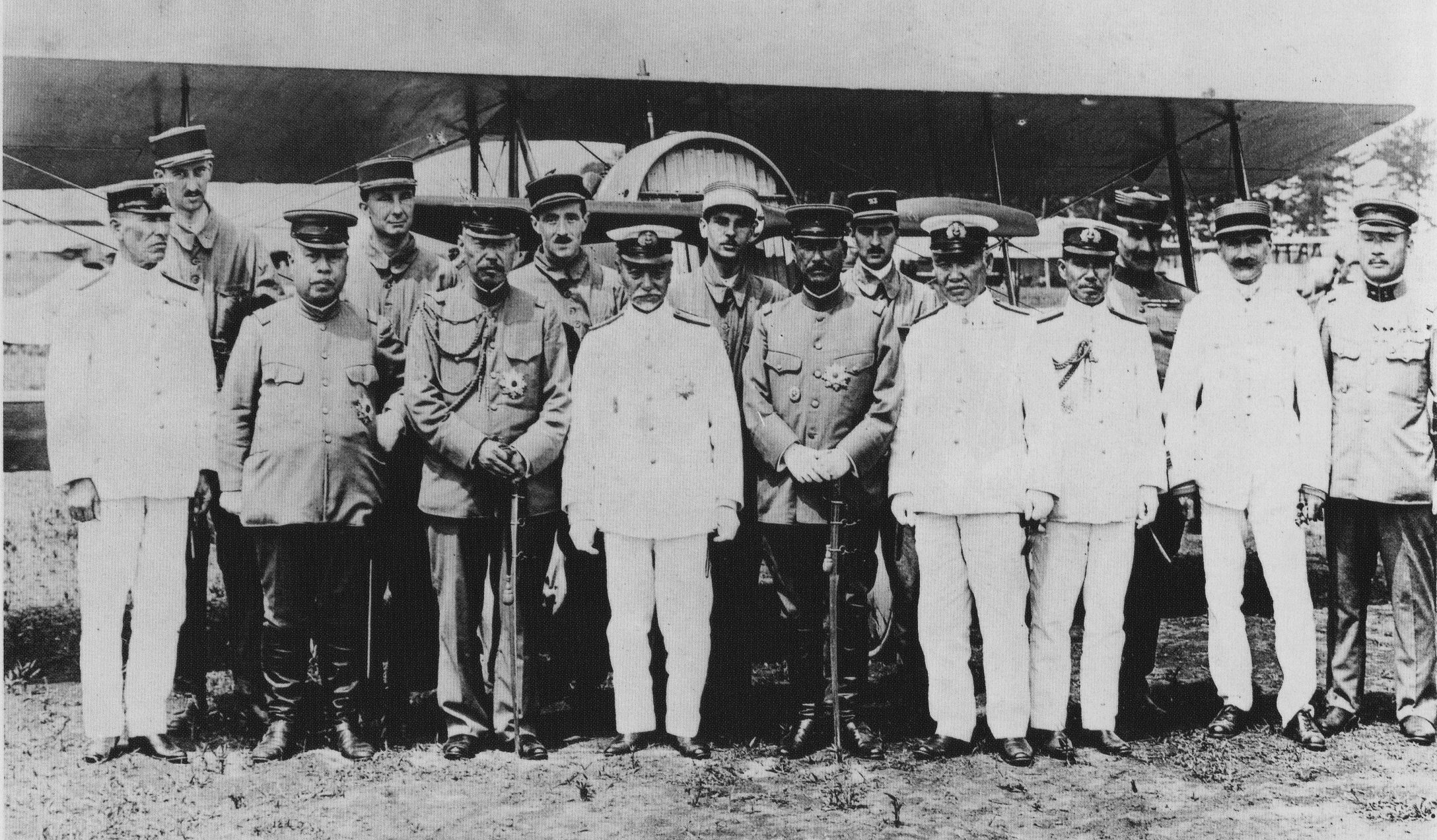
Đô đốc Togo Heihachiro cùng các thành viên trong Phái bộ Quân sự Pháp tại Nhật Bản (1918-1919) tại Gifu.

### Thiết giáp hạm

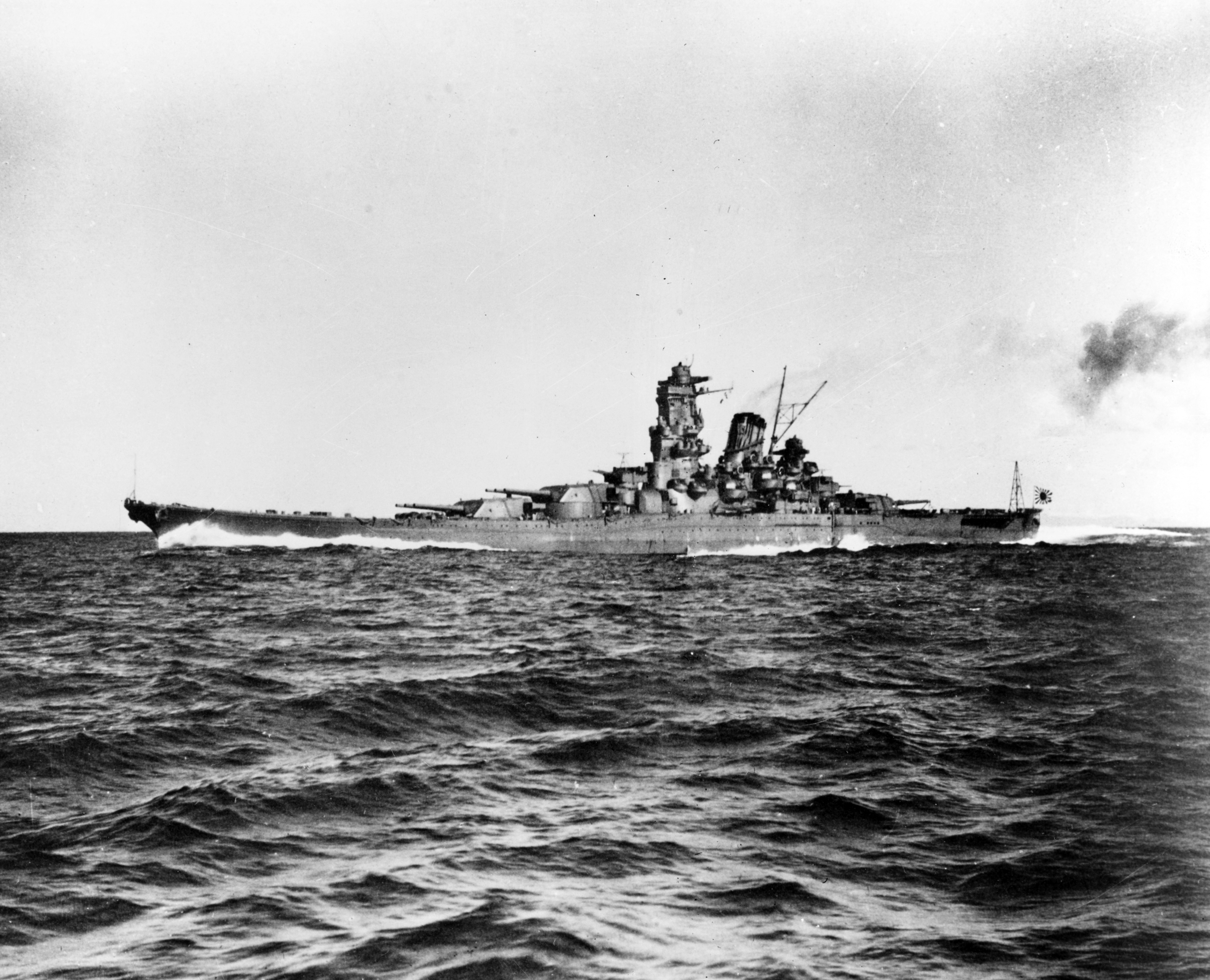
Yamato, chiếc thiết giáp hạm lớn nhất trong lịch sử, năm 1941.

### Không lực Hải quân

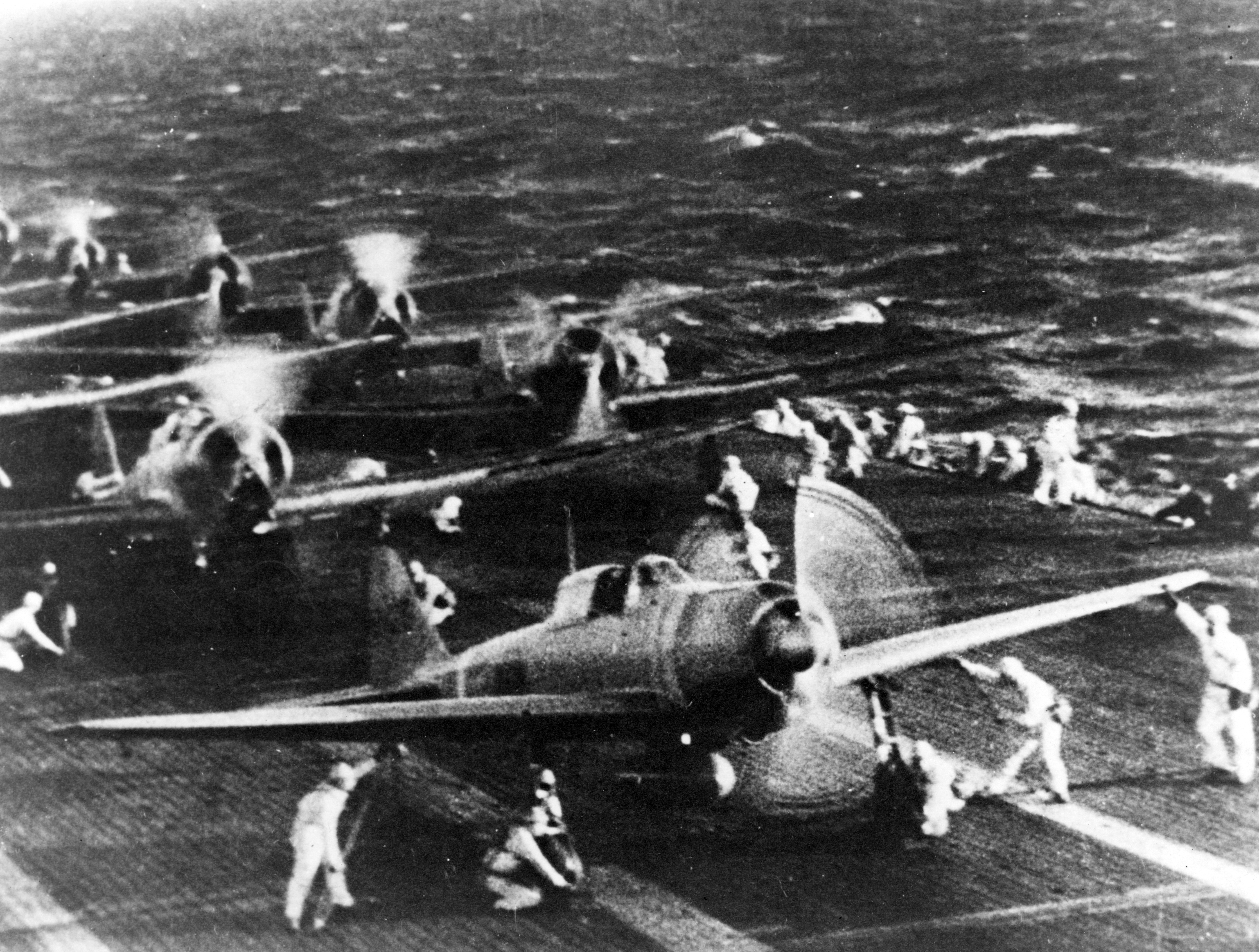
Máy bay trên tàu sân bay Shokaku chuẩn bị cất cánh để tấn công Trân Châu Cảng.

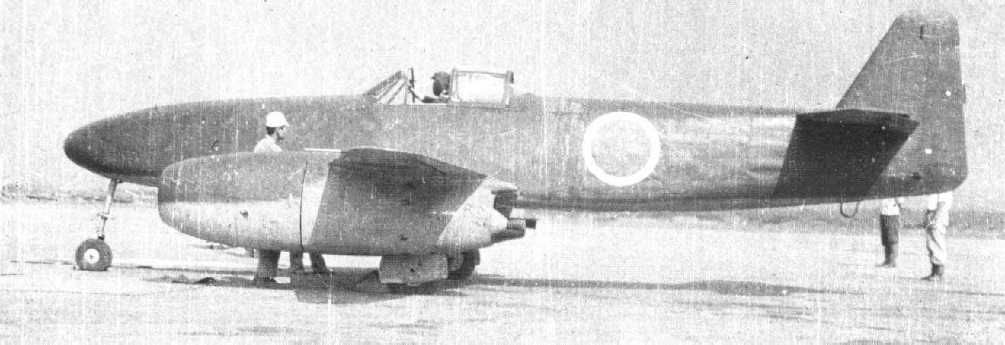
Máy bay phản lực đầu tiên của Nhật Bản, chiếc Nakajima J9Y Kikka của Hải quân (1945).

### Tàu ngầm

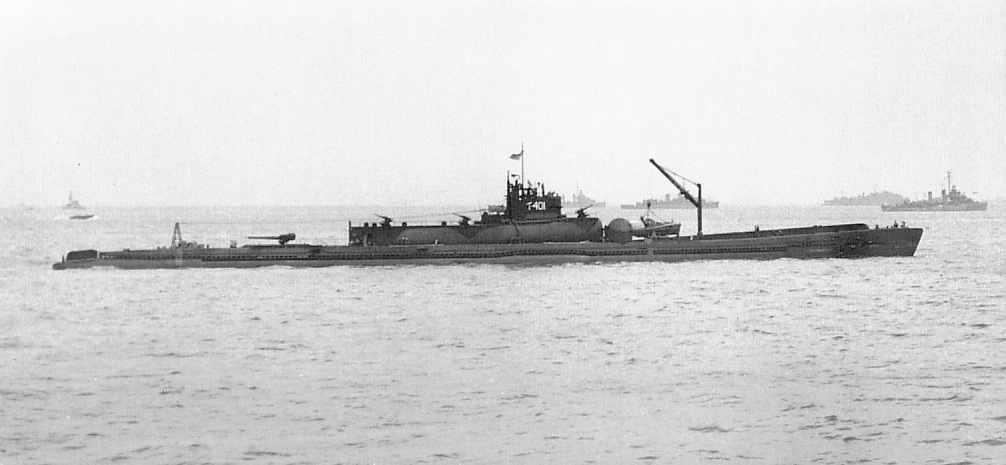
Một chiếc tàu ngầm thuộc Lớp I-400, kiểu tàu ngầm lớn nhất của Thế Chiến II.

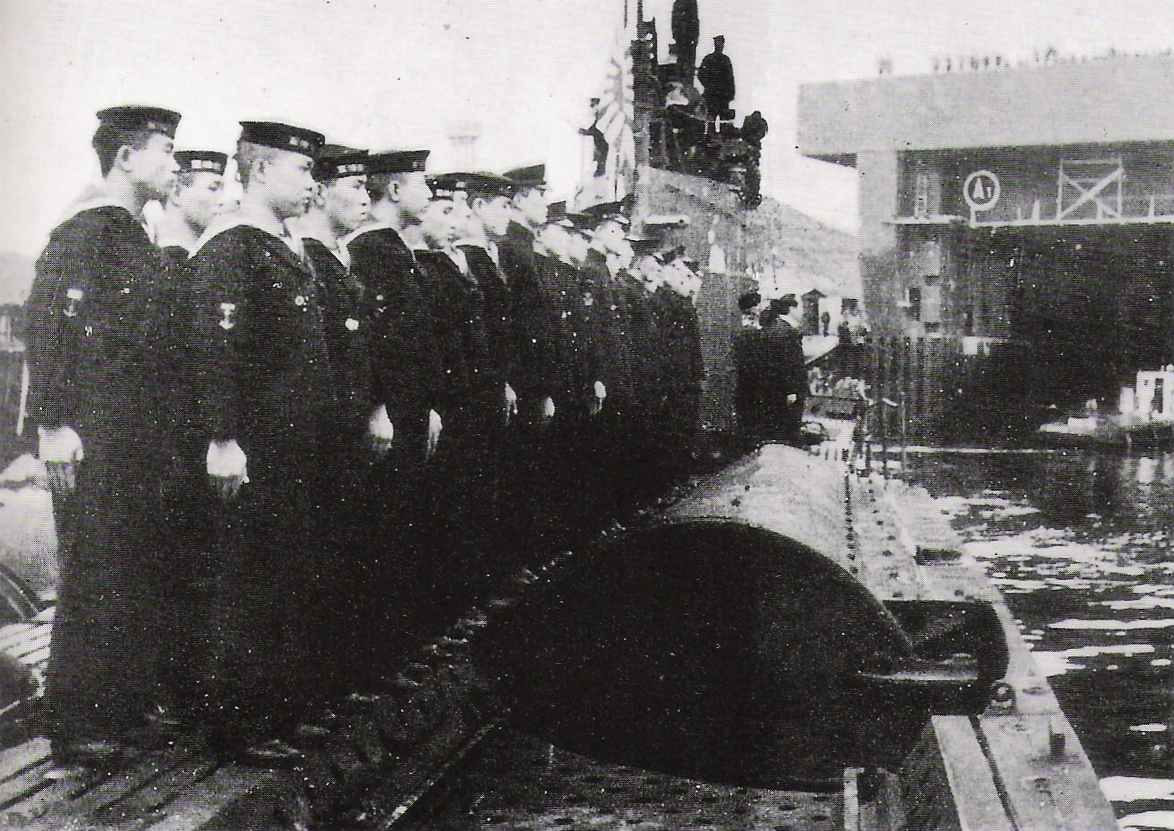
Tàu ngầm I-8 tại Brest, Pháp năm 1943.

### Các đơn vị đặc công

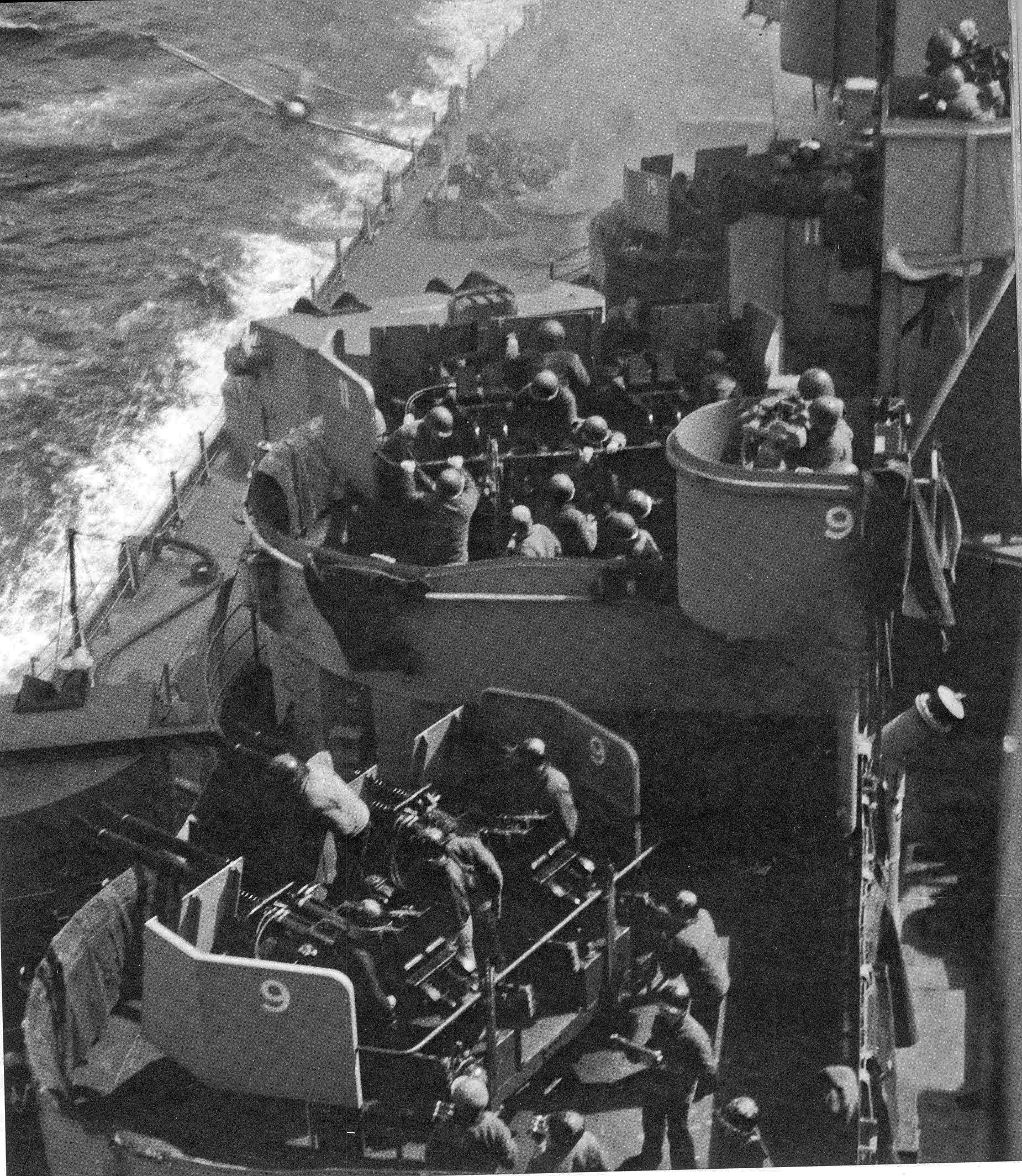
Máy bay cảm tử Mitsubishi Zero chuẩn bị tấn công thiết giáp hạm Missouri Hoa Kỳ.

## Lực lượng Tự vệ Nhật Bản

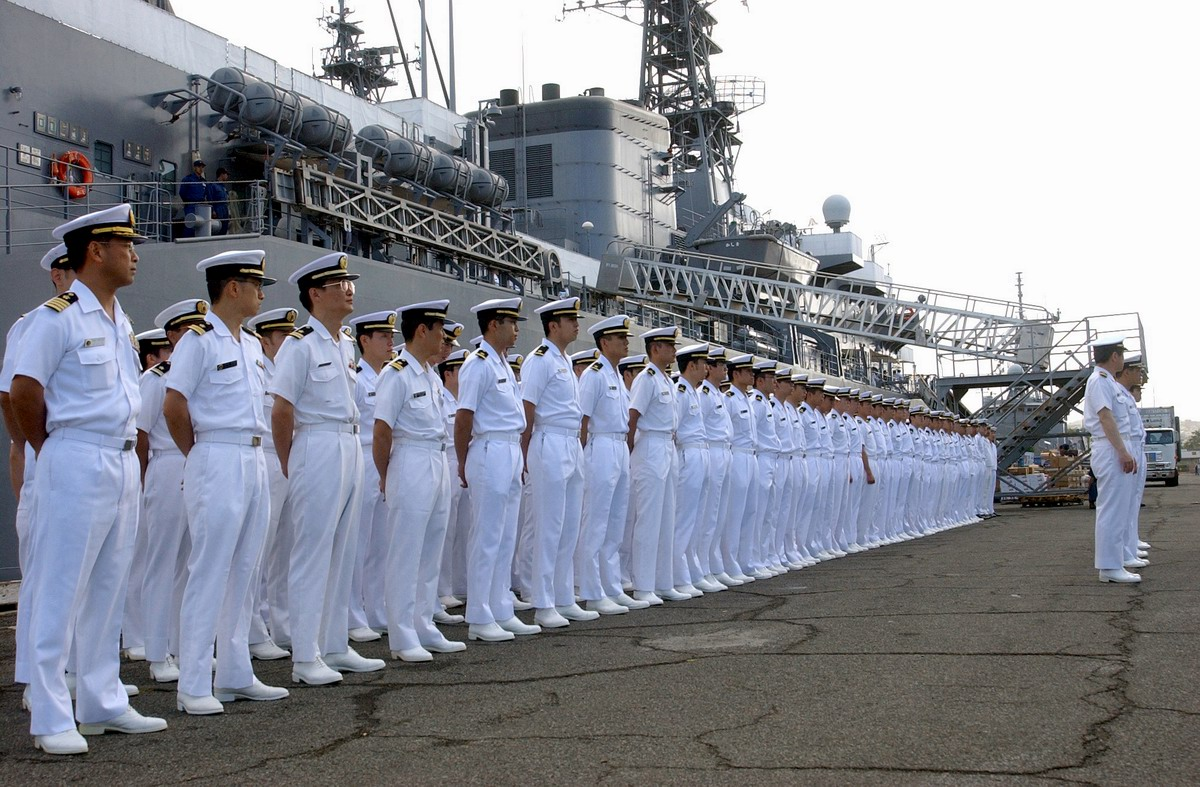
Các thủy thủ Nhật bên cạnh chiếc tàu huấn luyện JDS Kashima của Lực lượng Phòng vệ Biển Nhật Bản, tại Trân Châu Cảng, ngày 4 tháng 5, năm 2004